# Brycon opalinus
Brycon opalinus, in Brasilien Piabanha, Pirapetinga oder Pirapitinga do Sul genannt, gehört zu den Salmlerartigen (Characiformes) in Südamerika.

## Vorkommen
Brycon opalinus lebt endemisch vorwiegend im Flussbecken des Rio Paraíba do Sul und seinen Nebenflüssen wie den Paraibuna, Ipiranga oder Rio Grande in den Bundesstaaten São Paulo und Rio de Janeiro im Südosten Brasiliens. Ihr Vorkommen ist damit auf Waldflüsse des Atlantischen Regenwaldes beschränkt. Sie bewohnen damit die Bergregion der nördliche Zone eines ausgedehnten ombrophylen Waldes (Araucarien-Wald) mit einer größeren Anzahl endemisch lebender Fischarten, die dort in Gewässern mit kühleren Wassertemperaturen heimisch sind.

## Beschreibung
Der Fisch wird bis ca. 26 Zentimeter lang, teilweise bei günstigen Lebensbedingungen auch bis 35 Zentimeter.

## Lebensweise
Brycon opalinus ist überwiegend Pflanzenfresser und ernährt sich von Früchten und Samen. Brycon opalinus laicht in drei Jahreszeiten: Frühling, Sommer und Winter. Die Art zeigt dabei kein Wanderverhalten über lange Strecken und darüber hinaus betreiben die Elterntiere eine Art Brutpflege der Jungfische. Zur Laichzeit bildet die Fischart Schulen und laicht in Wasserzonen ab, die für das Aufwachsen der Jungfische günstig sind.

## Wirtschaftliche Bedeutung
Fische der Gattung Brycon haben eine wirtschaftliche Bedeutung in der kommerziellen Fischerei und Subsistenzfischerei.

## Gefährdungsstatus
Laut IUCN gilt Brycon opalinus als gefährdet. In der DOU-Erklärung vom 21. Mai 2004 wurde die Art als vom Aussterben bedroht erklärt und jegliche Art von Fischerei oder Entfernen aus dem Gewässer untersagt, mit Ausnahme für wissenschaftliche Zwecke. Während der Landnahme und der Kolonialisierung des Bundesstaates São Paulo wurden die Galeriewälder des Atlantischen Regenwaldes stark in Mitleidenschaft gezogen. Außerdem haben wasserbauliche Maßnahmen wie die Errichtung des Paraibuna- und Paraitinga-Dammes sowie des Funil-Dammes das Ökosystem der Flüsse nachhaltig geschädigt. Weitere negative Faktoren sind Gewässerverschmutzung und Nahrungsknappheit. Zum Überleben benötigt B. opalinus eine gute Wasserqualität (geringe Trübung und hoher Sauerstoffgehalt) sowie das Vorhandensein von dichten Flusswäldern.